# リサルベルト・ボニーヤ
リサルベルト・ボニーヤ（Lisalverto Bonilla、1990年6月18日 - ）は、ドミニカ共和国・サマナ州サマナ出身のプロ野球選手（投手）。右投両打。

## 経歴

### フィリーズ傘下時代
2008年12月9日、アマチュアFAでフィラデルフィア・フィリーズと契約しプロ入り。
フィリーズ傘下では2012年シーズンまでの4年間プレーし、最高で傘下AA級レディング・フィリーズまで昇格した。最終年となった2012年シーズンは5月にAAに昇格すると21試合に登板して2勝1敗、防御率1.64の成績を残し、同年のオールスター・フューチャーズゲーム出場選手にも選出されたが、親指を負傷していたため試合には出場できなかった。

### レンジャーズ時代
同年12月9日、マイケル・ヤングとのトレードでジョシュ・リンドブロムと共にテキサス・レンジャーズへ移籍。
2014年9月2日にメジャー初昇格を果たし、2日後の9月4日に行われた対シアトル・マリナーズ戦（グローブライフ・パーク・イン・アーリントン）においてメジャー初登板。ボニーヤは6回から5番手として登板し、3回1失点の内容だった。その後、9月13日の対アトランタ・ブレーブス戦（グローブライフ・パーク・イン・アーリントン）からは先発に転向し、以後シーズン閉幕までに3試合に先発登板して3連勝を飾った。同年は5試合に登板して3勝0敗、防御率3.05の成績を残した。
2015年は肘を故障し4月にトミー・ジョン手術を受けたためシーズンを全休し、メジャー・マイナー共に登板は無かった。

### ドジャース傘下時代
同年10月21日にウェイバーでロサンゼルス・ドジャースに移籍したが、12月2日に一度ドジャースから放出された。しかし、9日後の12月11日に再度ドジャースと契約し、翌2016年のスプリングトレーニングには招待選手として参加することとなった。
シーズン開幕後は傘下AAA級オクラホマシティ・ドジャースに配属され、同年はドジャース傘下のマイナーチームでプレーしたが、メジャー昇格は果たせなかった。オフにFAとなった。

### レッズ時代
2016年11月29日にピッツバーグ・パイレーツとメジャー契約を結んだが、2017年2月13日にウェイバーでシンシナティ・レッズへ移籍。
2017年シーズンはメジャーでは10試合に登板し1勝3敗、防御率8.10の成績を残した。9月1日にレッズから放出され、FAとなった。

### サムスン時代
同年12月18日にクリーブランド・インディアンスとマイナー契約を結び、翌2018年のスプリングトレーニングには招待選手として参加することとなっていたが、2月14日にインディアンスから放出。その2日後の2月16日、KBOリーグに加盟するサムスン・ライオンズと契約を結んだことが発表された。
2018年シーズンはサムスンで29試合に先発登板し7勝10敗、防御率5.30の成績を残した。オフにサムスンと契約を更新せず、退団した。

### メキシカンリーグ（第1期）～楽天時代
2019年4月21日、メキシカンリーグに加盟するキンタナロー・タイガースと契約を結ぶ。同地では4試合に登板したが、5月2日の登板を最後に放出された。
2020年2月17日、中華職業棒球大聯盟に加盟する楽天モンキーズと契約したことが発表された。登録名は霸能。同年は28試合に登板して10勝9敗、防御率5.24の成績を残した。オフに楽天と契約を更新せず、退団した。

### 統一時代
2021年7月26日、2020年東京オリンピックの野球競技に出場する関係で退団したテディ・スタンキビッチの代替選手として、統一ライオンズと契約を結びCPBLに復帰。同年は4試合の登板に留まり、オフに退団した。

### メキシカンリーグ時代（第2期）
2022年2月1日、プエブラ・パロッツと契約を結ぶ。同地では5試合に登板したが防御率8.14と乱調で、5月19日に放出された。その後、6月22日にベラクルス・イーグルスと契約を結んだ。

## 詳細情報

### 年度別投手成績
| 年 度     | 球 団     | 登 板 | 先 発 | 完 投 | 完 封 | 無 四 球 | 勝 利 | 敗 戦 | セ 丨 ブ | ホ 丨 ル ド | 勝 率 | 打 者 | 投 球 回 | 被 安 打 | 被 本 塁 打 | 与 四 球 | 敬 遠 | 与 死 球 | 奪 三 振 | 暴 投 | ボ 丨 ク | 失 点 | 自 責 点 | 防 御 率 | W H I P |
| --------- | --------- | ----- | ----- | ----- | ----- | -------- | ----- | ----- | -------- | ----------- | ----- | ----- | -------- | -------- | ----------- | -------- | ----- | -------- | -------- | ----- | -------- | ----- | -------- | -------- | ------- |
| 2014      | TEX       | 5     | 3     | 0     | 0     | 0        | 3     | 0     | 0        | 0           | 1.000 | 83    | 20.2     | 13       | 2           | 12       | 1     | 1        | 17       | 1     | 0        | 8     | 7        | 3.05     | 1.21    |
| 2017      | CIN       | 10    | 4     | 1     | 0     | 0        | 1     | 3     | 0        | 0           | .250  | 172   | 36.2     | 42       | 8           | 22       | 0     | 2        | 28       | 3     | 0        | 33    | 33       | 8.10     | 1.75    |
| 2018      | サムスン  | 29    | 29    | 0     | 0     | 0        | 7     | 10    | 0        | 0           | .412  | 752   | 168.0    | 193      | 23          | 63       | 1     | 12       | 151      | 9     | 1        | 111   | 99       | 5.30     | 1.52    |
| 2020      | 楽天      | 28    | 26    | 0     | 0     | 0        | 10    | 9     | 0        | 0           | .526  | 756   | 173.1    | 198      | 21          | 63       | 0     | 7        | 139      | 9     | 1        | 111   | 101      | 5.24     | 1.51    |
| 2021      | 統一      | 4     | 4     | 0     | 0     | 0        | 2     | 2     | 0        | 0           | .500  | 100   | 23.0     | 29       | 0           | 6        | 0     | 0        | 14       | 1     | 0        | 9     | 8        | 3.13     | 1.52    |
| MLB：2年  | MLB：2年  | 15    | 7     | 1     | 0     | 0        | 4     | 3     | 0        | 0           | .571  | 255   | 57.1     | 55       | 10          | 34       | 1     | 3        | 45       | 4     | 0        | 41    | 40       | 6.28     | 1.55    |
| KBO：1年  | KBO：1年  | 29    | 29    | 0     | 0     | 0        | 7     | 10    | 0        | 0           | .412  | 752   | 168.0    | 193      | 23          | 63       | 1     | 12       | 151      | 9     | 1        | 111   | 99       | 5.30     | 1.52    |
| CPBL：2年 | CPBL：2年 | 32    | 30    | 0     | 0     | 0        | 12    | 11    | 0        | 0           | .522  | 856   | 196.1    | 227      | 21          | 69       | 0     | 7        | 153      | 10    | 1        | 120   | 109      | 5.00     | 1.51    |

- 2024年度シーズン終了時
- 各年度の太字はリーグ最高

### 背番号
- 59（2014年）
- 51（2017年)
- 23（2018年)
- 24（2020年)
- 97（2021年)